# Kari Kuusiniemi
Kari Juhani Kuusiniemi (* 11. Juni 1960 in Helsinki) ist ein finnischer Richter und ehemaliger Tischtennisspieler, der seit 2018 Präsident des Obersten Verwaltungsgerichtes in Finnland ist.

## Leben
Karl Kuusiniemi hat einen Doktorgrad in Rechtswissenschaften.  1992 verteidigte er seine Dissertation an der Universität von Helsinki im Bereich des Umweltrechts. Der Finne war Professor für Wirtschaftsrecht an der Technischen Universität Helsinki und Professor für Umweltrecht an der Universität Turku. 
Seit 1999 ist er Verwaltungsberater des Obersten Verwaltungsgerichts (seit 2017 als Rechtsberater). In seiner Jugend war Kari Kuusiniemi als Tischtennisspieler aktiv. 1982 gewann er Bronze im Einzel bei den finnischen Meisterschaften.